# Franko Kaštropil
Franko Kaštropil (Spalato, 8 marzo 1984) è un ex cestista croato.

## Palmarès
- Campionato croato: 1

Spalato: 2002-2003
- Coppa di Croazia: 1

Spalato: 2004
- Coppa di Cipro: 1

APOEL: 2016